# 718. Infanterie-Division (Wehrmacht)
Die 718. Infanterie-Division war eine deutsche Infanteriedivision im Zweiten Weltkrieg.

## Geschichte

### Aufstellung
Die 718. Infanterie-Division wurde am 30. April 1941 im Rahmen der 15. Aufstellungswelle aus Truppenteilen des Ersatzheeres hauptsächlich des Wehrkreises XVIII, aber auch aus dem Wehrkreis I und IV, aufgestellt. Sie war schon bei Aufstellung als Besatzungstruppe konzipiert (bodenständige Division) und hatte bei Aufstellung einen großen Teil Soldaten aus älteren Jahrgängen.
Es wurden bei Aufstellung gebildet beziehungsweise unterstellt:
- Infanterie-Regiment 738 (I. und II. Bataillon aus Abgaben der Ersatz-Bataillone WK XVIII; III. Bataillon aus dem Wehrkreis I)
- Infanterie-Regiment 750 (I. und II. Bataillon aus Abgaben der Ersatz-Bataillone WK XVIII; III. Bataillon aus dem Wehrkreis IV)
- Artillerie-Abteilung 668 (mit 3 Batterien)
- Pionier-Kompanien 718
- Nachrichten-Kompanie 718
- Radfahr-Kompanie 718 (als Aufklärungstruppe)
- Divisionstruppen Nr. 718

Die Aufstellung beim Befehlshaber des Ersatzheeres war nach einem Monat abgeschlossen und die Division wurde im Juni 1941 nach Jugoslawien verlegt.

### Besatzungstruppe Jugoslawien
Im Juni 1941 war die Division beim LI. (51.) Armee-Korps der 2. Armee des Oberbefehlshabers Südost beim Balkanfeldzug in Jugoslawien eingesetzt.

### Besatzungstruppe Serbien
Ab Juli 1941 folgte im Rahmen LXV. (65.) Armee-Korps der Einsatz bei der 12. Armee im Militärverwaltungsgebiet Serbien bei der Partisanenbekämpfung und zur Durchsetzung völkischer Politik.
Im April 1942 wurde die Division dem Befehlshaber in Serbien bei der 12. Armee unterstellt und bei der Operation Trio gegen Partisanen eingesetzt.
Der Einsatzraum Serbien und die Unterstellung änderten sich erst im Februar 1943. Der Verband wechselte in der Unterstellung zum Befehlshaber in Kroatien und verlegte in den Raum Sarajevo.
Im Rahmen einer Neuzuordnung bei der oberen Kommandostruktur erfolgte im März 1943 der Wechsel von der 12. Armee zur Heeresgruppe E, wobei die Division weiterhin im Raum Sarajevo stand.

### Auflösung durch  Umgliederung zur Jäger-Division
Am 1. April 1943 wurde die 718. Infanterie-Division in Bosnien im Wehrkreis XVIII neu gegliedert, das Hauptquartier nach Radkersburg (später Innsbruck) verlegt und in 118. Jäger-Division umbenannt. Die Umgliederung erfolgte durch den Austausch älterer Jahrgänge durch jüngeres Personal aus den Wehrkreisen V, VII, XII und XVIII. Die Artillerie-Abteilung wurde, genau wie die Divisionseinheiten, durch die Zuführung weiteren Personals und Geräts auf die übliche Stärke einer Frontdivision gebracht.

## 118. Jäger-Division

### Jugoslawien
Die 118. Jäger-Division wurde anschließend in Jugoslawien (u. a. im September/November 1943 an der Adria um Cattaro und von Januar bis Oktober 1944 auf den Inseln Brač, Hvar und Korčula) eingesetzt und war die meiste Zeit der 2. Panzerarmee zugeordnet. Ende 1944 war die Division in die Apatin-Kaposvarer Operation eingebunden.

### Plattensee
Der Rückzug der Division aus der Region erfolgte 1945 über Ungarn und die Plattenseeregion mit den Kämpfen während der Plattenseeoffensive bis nach Österreich.

### Kapitulation
Im Mai 1945 geriet die Division im Raum Klagenfurt in Kärnten in englische Kriegsgefangenschaft.

## Kriegsverbrechen
Bei dem Einsatz der 704. Infanterie-Division, 714. Infanterie-Division, 717. Infanterie-Division und 718. Infanterie-Division kam es zu einer Vielzahl von kriegsrechtswidrigen Sühneaktionen im besetzten Gebiet des ehemaligen Jugoslawien. Selbst unter Berücksichtigung des von Generalfeldmarschall Wilhelm Keitel durch das Oberkommando der Wehrmacht Mitte September 1941 erlassenen, sogenannten Sühnebefehls, welcher eine Hinrichtung von 50 bis 100 Zivilpersonen für jeden aus dem Hinterhalt getöteten deutschen Soldaten festlegte, wurden in vielen Fällen willkürlich mehr Menschen erschossen, sodass diese Aktionen schon damals als Kriegsverbrechen zu sehen waren. 
Bei Kriegsende wurde der ehemalige Kommandeur Johann Fortner von den Alliierten verhaftet und an Jugoslawien als Kriegsverbrecher ausgeliefert. Dort wurde er wegen Kriegsverbrechen durch ein Tribunal zum Tode verurteilt und am 26. Februar 1947 in Belgrad durch den Strang hingerichtet.
Auch unter dem Kommando des nächsten Kommandeurs, Josef Kübler, war die Division an mehreren Kriegsverbrechen und Massakern in Serbien beteiligt. Wegen dieser Gräueltaten wurde auch Kübler am 26. Februar 1947 in Ljubljana hingerichtet.

## Kommandeure
- Generalmajor/Generalleutnant Johann Fortner: von der Aufstellung bis 15. März 1943
- Generalmajor/Generalleutnant Josef Kübler: von 15. März 1943 bis 10. Juli 1944
- Oberst Rudolf Gertler: 10. Juli 1944
- Oberst/Generalmajor Hubert Lamey: von 10. Juli 1944 bis zur Auflösung

## Gliederung
1941
- Infanterie-Regiment 738, später Grenadier-Regiment 738 (drei Bataillone, III. aus Wehrkreis I)
- Infanterie-Regiment 750, später Grenadier-Regiment 750 (drei Bataillone, III. aus Wehrkreis IV)
- Artillerie-Abteilung 668 mit drei Batterien
- Divisions-Einheiten 718 (u. a. Radfahr-, Pionier- und Nachrichten-Kompanie)

1943
- Jäger-Regiment 738 (drei Bataillone, III. aus Wehrkreis I)
- Jäger-Regiment 750 (drei Bataillone, III. aus Wehrkreis IV)
- Artillerie-Regiment 668 (ab Februar 1945 mit einer fünften Abteilung)
- Divisions-Einheiten 718 (Erweiterung der Einheiten zu 1941 auf Bataillons- bzw. Abteilungsgröße)